# Nicolae Pescaru
Nicolae Pescaru (27. března 1948 Breaza – 25. května 2019 Mihăești) byl rumunský fotbalista, záložník.

## Fotbalová kariéra
V rumunské lize hrál za SR Brașov. Nastoupil ve 311 ligových utkáních a dal 62 gólů. V Poháru UEFA nastoupil v 11 utkáních a dal 1 gól. Za reprezentaci Rumunska nastoupil v letech 1970–1973 ve 4 utkáních. Byl členem rumunské reprezentace na Mistrovství světa ve fotbale 1970, ale v utkání nenastoupil.

## Ligová bilance
| Ročník            | Zápasy | Góly | Klub         |
| ----------------- | ------ | ---- | ------------ |
| Liga I 1962/1963  | 21     | 3    | SR Brașov    |
| Liga I 1963/1964  | 21     | 3    | SR Brașov    |
| Liga I 1964/1965  | 23     | 0    | SR Brașov    |
| Liga I 1965/1966  | 26     | 7    | SR Brașov    |
| Liga I 1966/1967  | 21     | 2    | SR Brașov    |
| Liga I 1967/1968  | 25     | 4    | SR Brașov    |
| Liga II 1968/1969 | 25     | 0    | SR Brașov    |
| Liga I 1969/1970  | 30     | 3    | SR Brașov    |
| Liga I 1970/1971  | 22     | 5    | SR Brașov    |
| Liga I 1971/1972  | 28     | 12   | SR Brașov    |
| Liga I 1972/1973  | 28     | 14   | SR Brașov    |
| Liga I 1973/1974  | 26     | 6    | SR Brașov    |
| Liga I 1974/1975  | 30     | 2    | SR Brașov    |
| Liga II 1975/1976 | -      | -    | SR Brașov    |
| Liga II 1976/1977 | -      | -    | SR Brașov    |
| Liga II 1979/1980 | -      | -    | SR Brașov    |
| Liga I 1980/1981  | 10     | 1    | FCM Brașov   |
| Liga II 1980/1981 | 15     | 1    | Șoimii Sibiu |
| CELKEM 1. liga    | 311    | 62   |              |